# Sistema de protección térmica del transbordador espacial
El sistema de protección térmica (TPS) del transbordador espacial está diseñado para que la temperatura de la estructura de aluminio del orbitador se mantenga por debajo de los 177 grados Celsius aunque en algunas superficies que están más expuestas, la temperatura puede llegar hasta los 1.260 grados Celsius. 
El tipo de losetas utilizadas son de dos colores: de color blanco y negro. Las blancas están ubicadas en las zonas donde las temperaturas son relativamente inferiores al resto de la nave, lo contrario sucede con las de color negro; éstas, por su color, absorben las mayores temperaturas y están ubicadas en la parte inferior y delantera del orbitador, además de recubrir la parte delantera de las alas. Además de las losetas de protección térmica, el transbordador cuenta con un recubrimiento más pesado constituido de carbono reforzado y que sólo es utilizado para la protección de las temperaturas más altas. La cantidad utilizada de este material es menor que en el caso de las losetas y esto es así debido a su peso. Las superficies de carbono reforzado están ubicadas en la punta de la nave y los bordes frontales de las alas.

## Estructura de la loseta de protección térmica
En el pasado, las misiones Mercury, Gemini, y Apolo utilizaban un escudo protector de ablación que se quemaba durante la reentrada incontrolada. Si bien protegía a los astronautas en su regreso, también dejaba a la cápsula en condiciones inutilizables para futuras misiones espaciales. Otro de sus efectos negativos era que, podía romperse durante la reentrada, tal como se temió durante la misión Mercury 6, en la cápsula Freedom 7 pilotada por John Glenn.

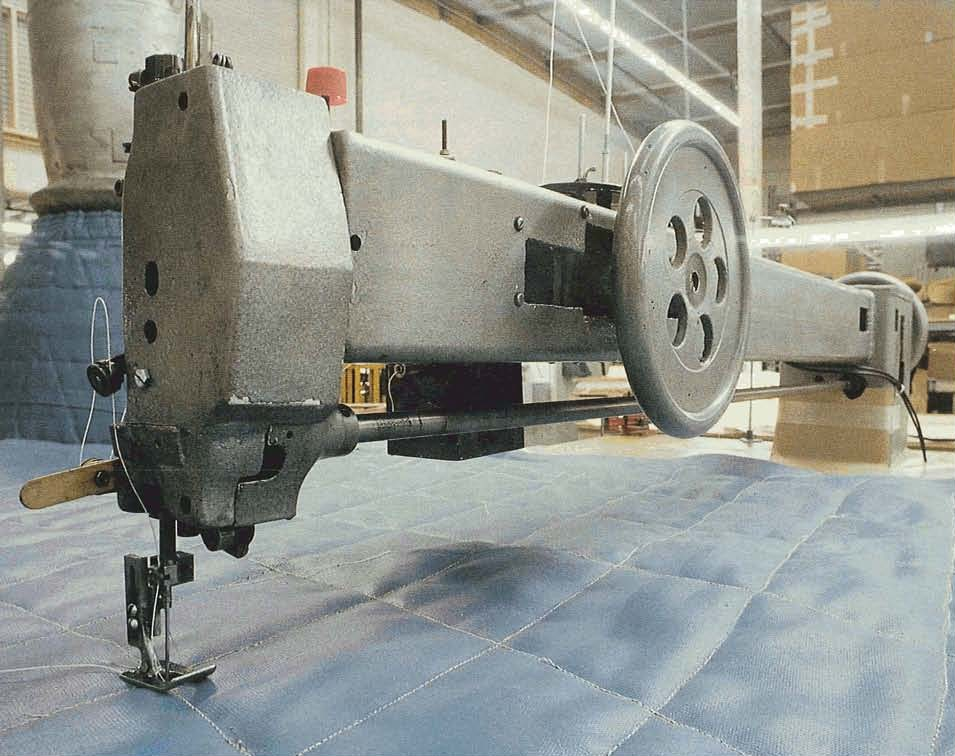
Cubierta de protección térmica

Los materiales utilizados han evolucionado durante el tiempo, últimamente unos revestimientos más flexibles han remplazado a muchas de las losetas blancas debido a que tienen la ventaja de cubrir un área equivalente a 25 losetas.
El transbordador espacial contiene cerca de 23.000 losetas de protección térmica cuya función no sólo sirve para proteger a la nave del inmenso calor producido durante la reentrada, sino que además debe soportar temperaturas que oscilan entre los –128 °C a 93 °C durante las órbitas de 90 minutos alrededor de la Tierra.